# Аврам Лемпел
Аврам Лемпел (хебр. אברהם למפל; Лавов, 10. фебруар 1936 — 4. фебруар 2023) био је израелски информатичар и један од оснивача LZ породице компресионих алгоритама без губитака.
Студирао је Технион - Израелски институт за технологију, где је дипломирао 1963. године, постао мастер 1965. године и доктор 1967. године. Од 1977, редован је професор на том институту.
Његова историјски значајна дела почињу представљањем LZ77 алгоритма у раду "A Universal Algorithm for Sequential Data Compression" у часопису IEEE Transactions on Information Theory (мај 1977). Овај рад је написао заједно са Јакобом Зивом. Добитник је IEEE Ричард В. Хаминг медаље за 2007. годину „за пионирски рад на пољу компресије података, а посебно Лемпел-Зив алгоритму."
Слово L у називима наредних алгоритама односи се на Лемпела:
- 1977:  (Лемпел-Зив)
- 1978:  (Лемпел-Зив)
- 1981: LZR (Лемпел-Зив-Рено)
- 1982:  (Лемпел-Зив-Сторер-Симански)
- 1984:  (Лемпел-Зив-Велч)
- (Лемпел-Зив-Стак)
- 1996  (Лемпел-Зив-Оберхјумер)
- 2001:  (Лемпел-Зив-Марковљев ланац)

Термини ,  (LHarc) и  такође се односе на Лемпела.
Његова дела су дала основу за формате слика као што су GIF, TIFF и JPEG.
Лемпел је основао HP Labs—Израел 1994. године, где је био директор до октобра 2007.